# João Ubaldo Ribeiro
João Ubaldo (Osório Pimentel) Ribeiro (Itaparica, Estat de Bahia, 23 de gener de 1941 – Río de Janeiro, 18 de juliol de 2014) va ser un escriptor, periodista, guionista i professor brasiler, membre de l'Academia Brasileira de Letras. L'alt nivell de la seva obra literària especialment densa de les cultures portuguesa, africana i dels habitants originaris del Brasil, el van portar a guanyar el Premi Luís de Camões en 2008, el premi literari més important de la llengua portuguesa, arribant a ser el vuitè brasiler en rebre’l.

## Biografia
João Ubaldo Ribeiro va néixer a Itaparica, Bahía, Brasil, a casa del seu avi matern el 23 de gener del 1941. Als dos mesos d'edat la seva família va mudar-se a Aracaju, Sergipe, on va viure fins als onze anys amb el seu pare, Manoel Ribeiro, advocat conegut a Salvador de Bahía i fundador i director del curs de Dret de la Universitat Catòlica de Salvador i la seva mare, Maria Felipa Osório Pimentel, que va donar a llum a dos fills més: Sonia Maria i Manoel. El pare, essent professor, no donava suport a la idea de tenir un fill analfabet i João va iniciar els seus estudis amb un mestre particular ja en 1947. Un cop alfabetitzat, va ingressar a l'Institut Ipiranga on es va interessar molt en els seus estudis, ja que el seu pare, per la seva professió, era força exigent.
En 1951 va ingressar al Colegio Estatal Ateneo Sergipense a Aracaju. Cada dia presentava al seu pare llistes sobre els textos que havia llegit i algunes vegades era obligat a resumir-los i a traduir alguns extractes. El seu pare va patir pressions polítiques i això el va obligar a mudar-se amb la família a Salvador de Bahía. Allà es va matricular al Colegio Sofía Costa Pinto. El 1955, João es va matricular al curs clàssic del Colegio de Bahía, on va conèixer al seu amic Glauber Rocha. En 1958, es va matricular a la Universitat Federal de Bahía, a Dret, encara que mai va arribar a exercir com advocat. Paral·lelament als seus estudis de Dret va adquirir un títol de postgrau en Administració Pública i va editar un conjunt de revistes i diaris culturals amb Glauber Rocha, a part de participar en el moviment estudiantil.
A més a més, va ser professor a l'Escola d'Administració i a la Facultat de Filosofia de la Universitat Federal de Bahía i professor d'Administració a la Universitat Catòlica de Salvador. Com a periodista, va ser reporter, redactor, cap de reportatges i columnista del Diari de Bahía, columnista i editor de la Tribuna de Bahía. També va ser columnista al diari Frankfurter Rundschau, a Alemanya i col·laborador de diversos diaris i revistes a l'estranger.

## Obra

### Novel·les
- Setembro não tem sentido, (1968)
- Sargento Getúlio, (1971)
- Vila Real, (1979)
- Viva o povo brasileiro, (1984)
- O sorriso do lagarto, (1989)
- O feitiço da Ilha do Pavão, (1997)
- A Casa dos Budas Ditosos, (1999)
- Miséria e grandeza do amor de Benedita (primer llibre virtual al Brasil), (2000)
- Diário do Farol, (2002)
- O albatroz Azul, (2009)

### Contes
- Vencecavalo e o outro povo, (1974)
- Livro de histórias, (1981-1991) inclou els contes "Patrocinando a arte" i "O estouro da boiada", sota el títol de Já podeis da pátria filhos.

### Cròniques
- Sempre aos domingos, (1988)
- Um brasileiro em Berlim, (1995)
- Arte e ciência de roubar galinhas, (1999)
- O Conselheiro Come, (2000)
- A gente se acostuma a tudo, (2006)
- O Rei da Noite,(2008)

### Assajos
- Politica: quem manda, por que manda, como manda,(1981)

### Literatura Juvenil
- Vida e paixão de Pandonar, o cruel, (1983)
- A vingança de Charles Tiburone, (1990)
- Dez bons conselhos de meu pai, (2011)

## Estil
L'estil literari de João Ubaldo Ribeiro està traçat bàsicament per la ironia i per la situació social del Brasil, fixant-se també en la cultura portuguesa i africana.
Antônio Olinto, membre de l'Academia Brasileira de Letras, deia que João Ubaldo Ribeiro construeix la seva estructura amb freqüència a partir de la història pel mig, com si ja hagués existit abans. L'autor utilitza la visió de l'humorista, que veu allò que no apareix, identifica la nuesa de la gent per entendre els pensaments ocults. També destaca que tracta de crear un país i un poble, els seus exactament, però també el país que existeix fora de les paraules, la realitat. Així, per un costat, mostra un país i una imatge que creem de nosaltres mateixos i, per l'altre costat, la situació real del país on es troba.

## Premis i reconeixements
- Premi Golfinho de Ouro, per la novel·la Sargento Getúlio, (1971)
- Dos premis Jabuti a millor autor i millor novel·la de l'any, per les novel·les Sargento Getúlio i Viva o povo brasileiro, (1972 i 1984)
- Premi Altamente Recomendável - Fundação Nacional do Livro Infantil e Juvenil, per Vida e Paixão de Pandonar, o Cruel, (1983)
- Premi Anna Seghers a Maguncia, Alemanya (1996)
- Premi Die Blaue Brillenschlange a Zurique, Suïssa
- Cátedra de Poetik Dozentur a la Universitat de Tubigem, Alemanya, (1996).
- Premi Lifetime Achievement Award, (2006)
- Premi Luis de Camões, (2008)